# Pseudobiotus longiunguis
Pseudobiotus longiunguis är en djurart som tillhör fylumet trögkrypare, och som först beskrevs av Iharos 1968.  Pseudobiotus longiunguis ingår i släktet Pseudobiotus och familjen Hypsibiidae. Inga underarter finns listade i Catalogue of Life.